# 苍蓝刺针
《苍蓝刺针》是1999年在Dreamcast游戏机上发行的一款动作冒险游戏。这是以Dreamcast为平台的首款惊悚游戏，主角Eliot Ballade出生于一个充满恐怖变异生物的荒岛，可使用长程武器、短程武器，还可通过设备与Janine King交流。Dogs Bower是第二个可控制角色，只能带一种武器。游戏中的环境使用全3D建模。玩家可以通过自动售货机购买食物饮料用于回血，还可购买武器。